# Rifiuto e omissione di atti d'ufficio
Nell'Ordinamento giuridico Italiano i reati di rifiuto d'atti d'ufficio e di omissione d'atti d'ufficio sono disciplinati dall'articolo 328 del codice penale, inserito nel libro secondo (rubricato "Dei delitti in particolare"), titolo II (rubricato "Dei delitti contro la pubblica amministrazione"), capo I (rubricato "Dei delitti dei Pubblici ufficiali contro la pubblica amministrazione"). 
Fuori dei casi previsti dal primo comma, il pubblico ufficiale o l'incaricato di un pubblico servizio, che entro trenta giorni dalla richiesta di chi vi abbia interesse non compie l'atto del suo ufficio e non risponde per esporre le ragioni del ritardo, è punito con la reclusione fino ad un anno o con la multa fino a euro 1.032. Tale richiesta deve essere redatta in forma scritta ed il termine di trenta giorni decorre dalla ricezione della richiesta stessa.»
(art. 328 c.p.)

## Rifiuto d'atti d'ufficio
La fattispecie incriminatrice in esame include al suo interno due autonome fattispecie di reato (infatti la riforma del 1990 pone fine all'unica fattispecie di reato prevista nel Codice Rocco), al primo comma viene in risalto l'indebito rifiuto del Pubblico ufficiale o Incaricato di pubblico servizio a compiere un atto del suo ufficio che per le ragioni previste dall'art. 328 c.p. (Giustizia, sanità, sicurezza e ordine pubblico) deve essere tempestivamente adottato, ciò implica una previa richiesta di adempimento rivolta al pubblico ufficiale o incaricato di pubblico servizio.
- Bene giuridico tutelato: ciò che si vuole tutelare con tale reato è il buon andamento della Pubblica Amministrazione che viene assicurato con la tempestività dell'assolvimento delle pubbliche funzioni.

- Elemento oggettivo: 1) la doverosità e l'indifferibilità dell'atto d'ufficio; 2) le ragioni di giustizia, sicurezza pubblica o di ordine pubblico oppure quelle di igiene e di sanità.

Giustizia: le ragioni di giustizia riguardano tutte le attività connesse al diritto.
Sicurezza Pubblica: le ragioni di sicurezza pubblica sono attività relative alla preservazione dell'integrità della società. 
Sanità: le ragioni di sanità riguardano sia la salute fisica che psichica del soggetto.
Ordine pubblico: fa riferimento al mantenimento della quiete e tranquillità pubblica.
Sicurezza pubblica: riguarda l'attività della polizia di sicurezza ossia alla sicurezza dei cittadini, alla loro incolumità ed alla tutela della proprietà, all'osservanza delle leggi e dei regolamenti generali e speciali dello Stato, delle Province e dei Comuni, nonché delle ordinanze delle Autorità. 
- Elemento soggettivo: dolo generico l'elemento psicologico viene rappresentato dalla coscienza e dalla volontà di rifiutare l'atto che il pubblico ufficiale sapeva di dover compiere.

- Soggetto attivo: Pubblico ufficiale o Incaricato di pubblico servizio.

- Tipo di Reato: Reato proprio di pericolo che si perfeziona ogni qual volta venga denegato un atto non ritardabile, incidente su beni di valore primario tutelati dall'ordinamento, indipendentemente dal nocumento che in concreto possa derivarne.

Non è previsto il tentativo di reato poiché il delitto si consuma nel tempo e nel luogo in cui si è verificata l'omissione.
Per tale reato è necessario stabilire da quando cominciano a decorrere i trenta giorni per valutare se la condotta del soggetto attivo integri o meno il delitto di cui al 2°comma art. 328 c.p., a tal fine si è pronunciata la giurisprudenza di legittimità che ha stabilito di dover tenere conto dei termini procedimentali previsti dalla legge n.241/90 art. 2 (procedimento amministrativo), solo una volta trascorsi i termini per la conclusione del procedimento amministrativo cominceranno a decorrere i trenta giorni previsti dalla norma penale previa diffida (con richiesta scritta) del pubblico ufficiale o incaricato di pubblico servizio da parte del soggetto che vi abbia interesse.
Esempio del reato di rifiuto d'atti d'ufficio: integra il reato di cui all'art. 328, comma primo, c.p., la condotta di un medico della Guardia Medica che, chiamato d'urgenza per una visita domiciliare, non si presenta senza una valida giustificazione.

## Omissione d'atti d'ufficio
È la seconda fattispecie incriminatrice dell'art. 328 c.p. prevista dal secondo comma, con tale reato si punisce il pubblico ufficiale o l'incaricato di pubblico servizio che omettono di compiere l'atto dell'ufficio, ovvero non espongono le ragioni del ritardo, entro trenta giorni dalla richiesta di chi vi ha interesse. È necessaria ai fini della punibilità una formale richiesta scritta, da parte di chi vi abbia interesse, all'organo competente a provvedere e l'obbligo corrispondente del funzionario responsabile di pronunciarsi sulla relativa istanza.
- Bene giuridico tutelato: Buon andamento della Pubblica Amministrazione e l'interesse del privato al compimento dell'atto, il reato è finalizzato in primis alla tutela del cittadino dalla inerzia della pubblica amministrazione.

- Elemento oggettivo: inoltro di una formale richiesta scritta, da parte di chi vi abbia interesse, all'organo competente a provvedere e l'obbligo per il funzionario di pronunciarsi ,inoltre inadempimento di tale obbligo senza che al richiedente siano state neppure spiegate le ragioni della mancata adozione del provvedimento richiesto ed il decorso del termine di legge.

- Elemento soggettivo: Dolo Generico, l'elemento psicologico viene rappresentato dalla coscienza e dalla volontà di omettere, di ritardare l'atto che il pubblico ufficiale sapeva di dover compiere e volizione dell'inadempimento e della mancata risposta entro il termine utile di 30 giorni.

- Soggetto attivo: Pubblico ufficiale o Incaricato di pubblico servizio.

- tipo di reato: reato proprio di danno.

Non è previsto il tentativo di reato poiché il delitto si consuma nel tempo e nel luogo in cui si è verificata l'omissione.
Per tale reato è necessario stabilire da quando cominciano a decorrere i trenta giorni per valutare se la condotta del soggetto attivo integri o meno il delitto di cui al 2°comma art. 328 c.p., a tal fine si è pronunciata la giurisprudenza di legittimità che ha stabilito di dover tenere conto dei termini procedimentali previsti dalla legge n.241/90 art. 2(procedimento amministrativo), solo una volta trascorsi i termini per la conclusione del procedimento amministrativo cominceranno a decorrere i trenta giorni previsti dalla norma penale previa diffida (con richiesta scritta)del pubblico ufficiale o incaricato di pubblico servizio da parte del soggetto che vi abbia interesse.
Esempio del reato di omissione d'atti d'ufficio: integra il reato di cui all'art. 328, comma secondo, c.p., la condotta di un sindaco che omette di rispondere o, comunque, di fornire congrue giustificazioni nel termine di trenta giorni, a seguito della richiesta, avanzata da un dipendente comunale, di rimborso delle spese legali sostenute in un procedimento penale per reati connessi alla sua funzione e dai quali è stato assolto.